# Station Ustroń Zdrój
Station Ustroń Zdrój is een spoorwegstation in de Poolse plaats Ustroń.